# Herdmania polyducta
Herdmania polyducta är en sjöpungsart som först beskrevs av Monniot 1989.  Herdmania polyducta ingår i släktet Herdmania och familjen lädermantlade sjöpungar. Inga underarter finns listade i Catalogue of Life.